# São Pedro do Funchal
São Pedro es una freguesia portuguesa del concelho de Funchal, con 1,49 km² de superficie y 7.681 habitantes (2001). Su densidad de población es de 5 155,0 hab/km². 
En la isleta de Pontinha, perteneciente a esta freguesia, se ubica la micronación del Principado de Pontinha.